# Остров Козлова
Остров Козлова — остров в Амурском заливе Петра Великого Японского моря, в 2,3 км к юго-западу от м. Алексеева на острове Попова, в 2,2 км к северо-западу от острова Рейнеке, в 26 км к юго-западу от Владивостока.

## История и описание
Обследован в 1862—1863 гг. экспедицией подполковника КФШ В. М. Бабкина. Назван позже. Вторично снят в 1885 г. штабс-капитаном КФШ А. А. Мальцевым.
Максимальная высота острова Козлова — 40,2 м. Берега острова высокие, скалистые и обрывистые, поверхность его поросла травой и кустарником. Вблизи юго-западного берега находится приметная скала, отделенная от этого берега расщелиной.
Остров вытянут с севера на юг на 540 м, при максимальной ширине 140 м. Его восточный берег более обрывист, чем западный, на котором находится прерывистый галечниковый пляж. Несмотря на свои малые размеры, западные склоны острова покрыты густым лесом. Исключение составляют лишь поляна на северной стороне острова и скалистый мыс на южной.

## Фотографии

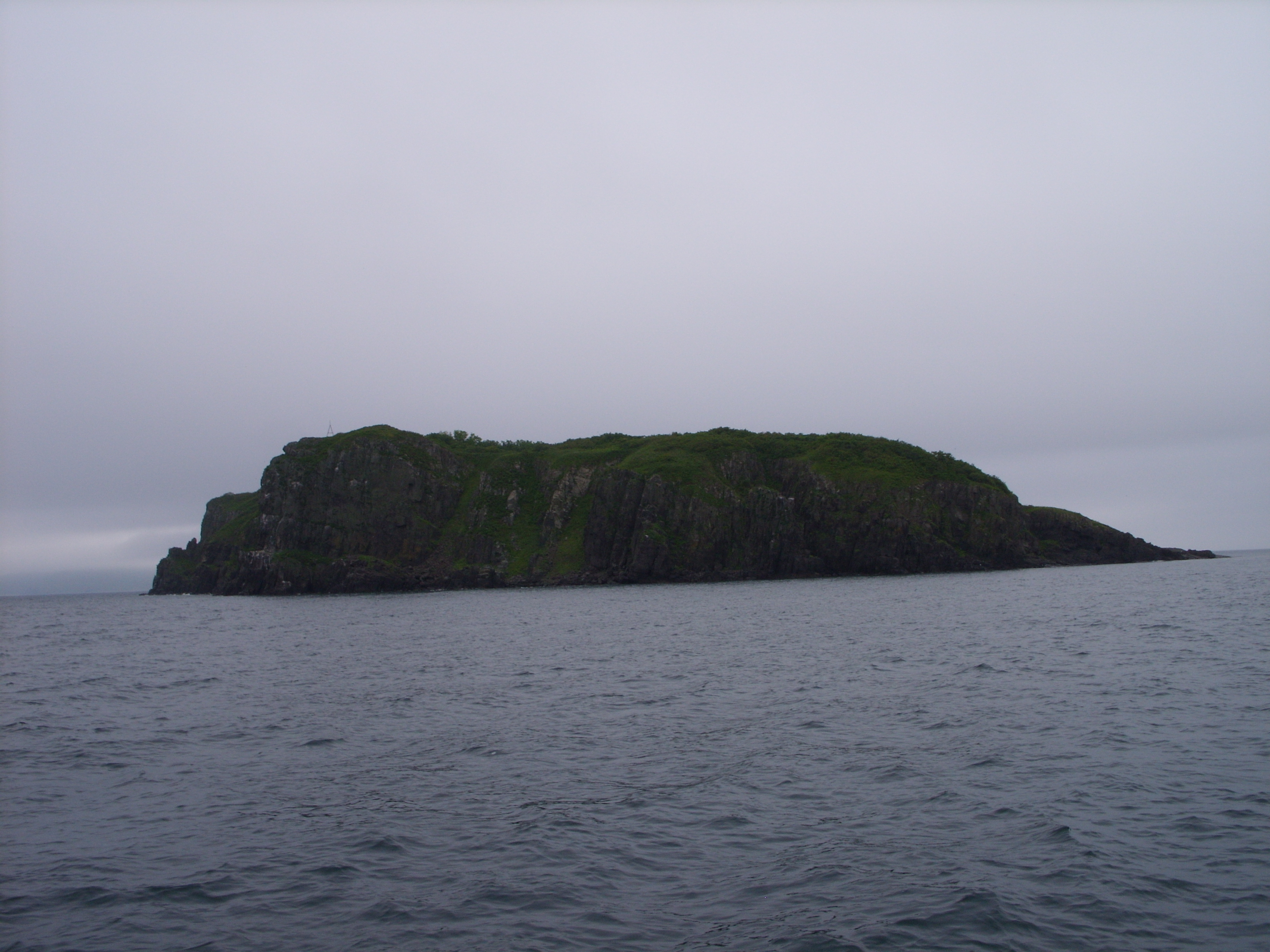
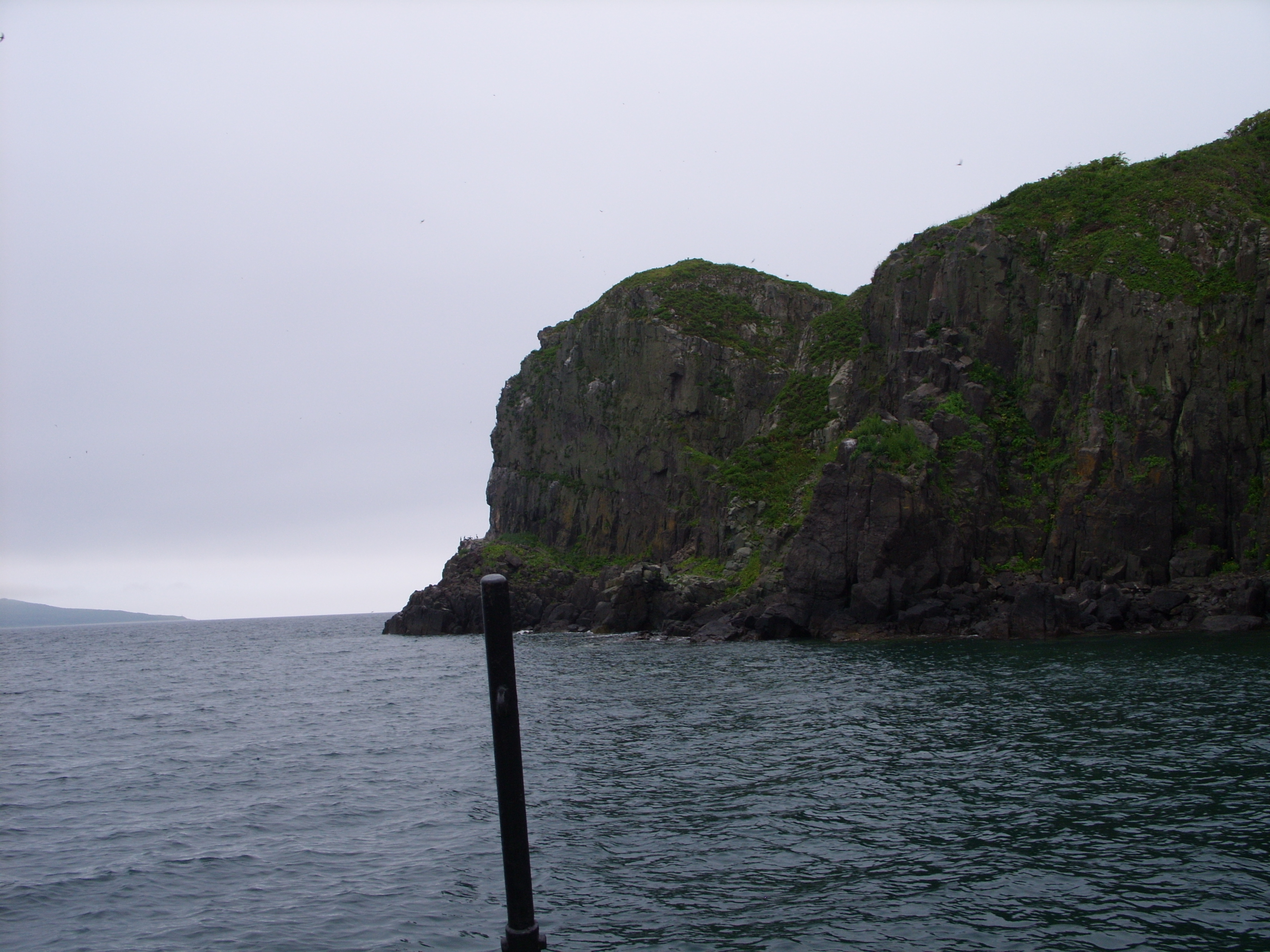
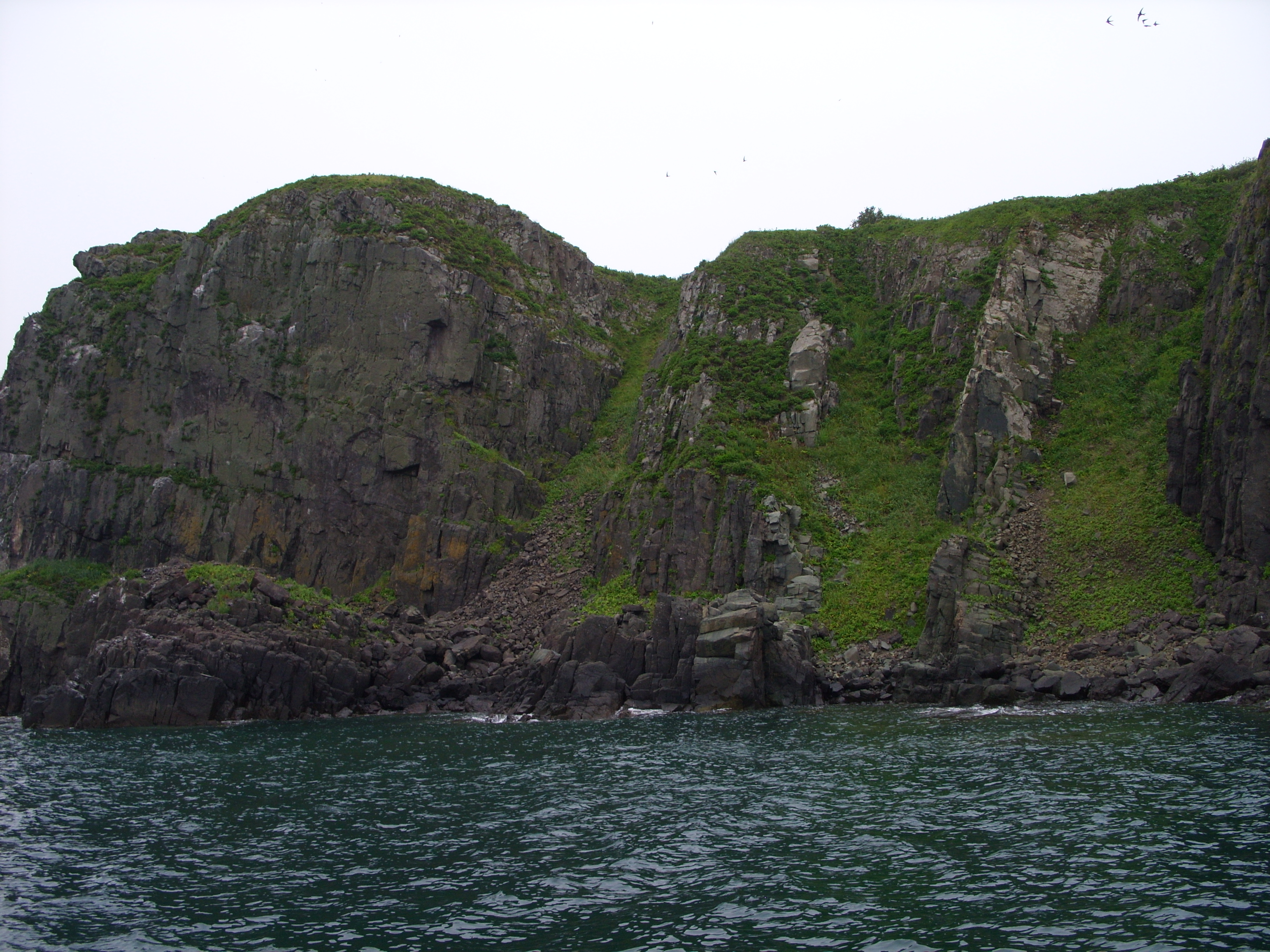
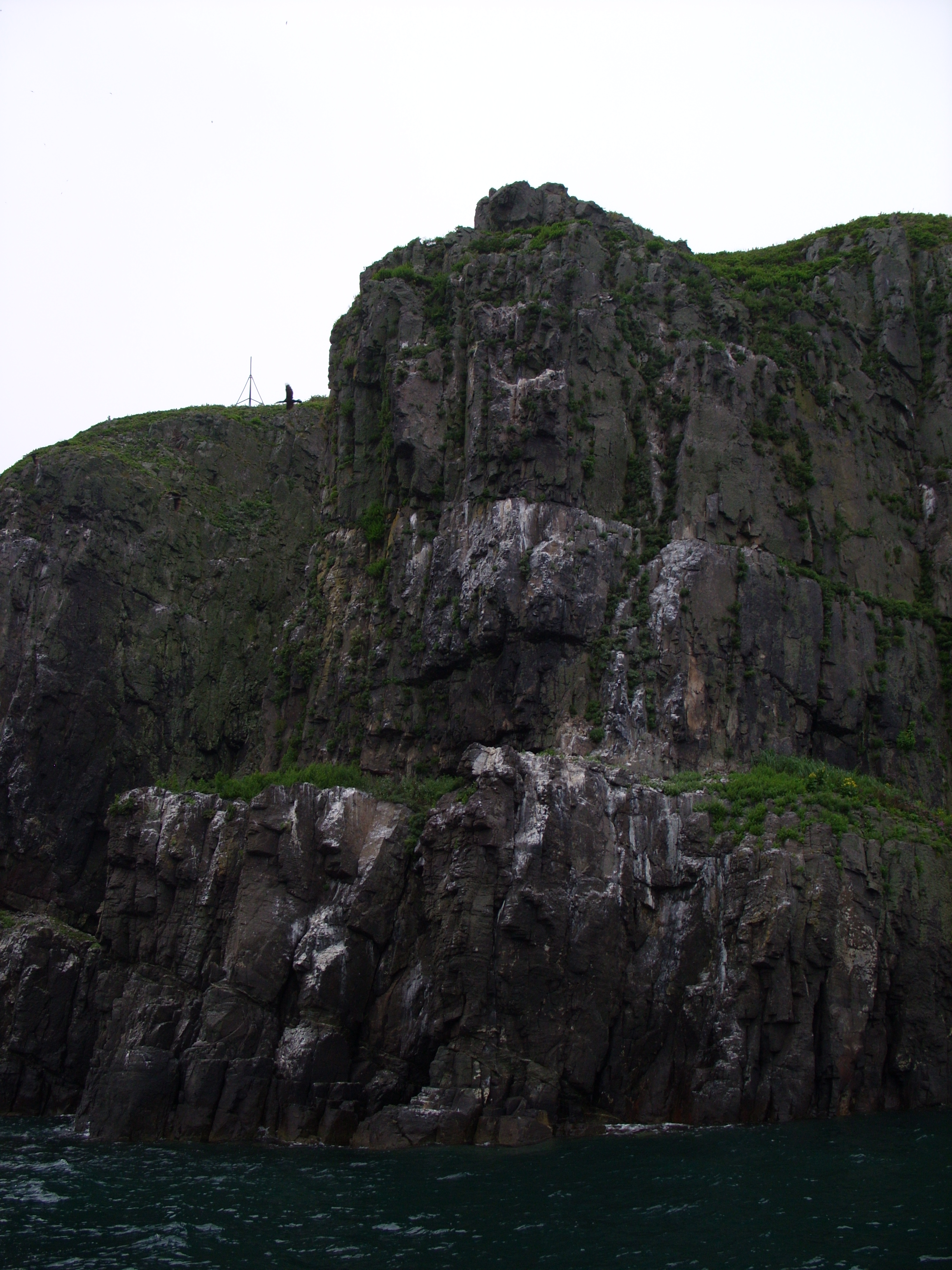

## Топографические карты
- Лист карты K-52-XII Владивосток. Масштаб: 1 : 200 000. Состояние местности на 1972-1983 год. Издание 1990 г.
- Лист топографической карты K-52-048-A-b. Архивировано из оригинала 24 декабря 2013 года.